# Isla Adams (Nueva Zelanda)
La isla Adams es parte del archipiélago de las islas Auckland. El extremo sur de la isla Auckland se ensancha hasta llegar a unos 26 kilómetros, aquí un canal estrecho conocido como puerto Carnley u otros como estrecho de Adams, separan la isla principal de la isla Adams que tiene una forma triangular, con un área aproximada de 100 km². Es muy montañosa, alcanzando una altitud de 660 m con el monte Dick. El canal son los restos de un antiguo cráter de un extinto volcán, la parte sur de la isla Auckland y la isla Adams formaban un cráter.
- Datos: Q351928
- Multimedia: Adams Island / Q351928